# (52391) 1993 QP5
1993 كيو بي 5 (ويعرف أيضًا باسم (52391) 1993 كيو بي 5 وفق تسمية الكوكب الصغير) (بالإنجليزية: 1993 QP5)‏ هو كويكب ضمن حزام الكويكبات؛ وترتيبه 52391 من حيث الاكتشاف.
اكتُشف هذا الجُرم الفلكي بواسطة إيريك والتر إلست في 17 أغسطس 1993.

## وصلات خارجية
- (52391) 1993 QP5 في قاعدة بيانات مختبر الدفع النفاث لأجرام النظام الشمسي الصغيرة

- الاكتشاف · مخطط المدار ·  العناصر المدارية · المعلمات المادية

- (52391) 1993 QP5 على موقع ويكي سكاي: DSS2, SDSS, GALEX, IRAS, Hydrogen α, X-Ray, Astrophoto, Sky Map, Articles and images